# Emil Hansson
Pour les articles homonymes, voir Hansson.
Emil Hansson, né le 15 juin 1998 à Bergen en Norvège, est un footballeur suédois qui évolue au poste d'ailier gauche au Blackpool FC.

## Biographie

### En club
Né à Bergen en Norvège, Emil Hansson est formé par l'un des clubs de sa ville natale, le SK Brann. C'est avec ce club qu'il fait ses débuts en professionnel, jouant son premier match le 23 avril 2015, lors d'une rencontre coupe de Norvège contre le Os TF (en). Il entre en jeu à la place de Erik Huseklepp et son équipe s'impose largement par six buts à un.
Le 20 août 2015, alors âgé de 17 ans, Emil Hansson rejoint les Pays-Bas pour s'engager en faveur du Feyenoord Rotterdam.
Emil Hansson devient Champion des Pays-bas en 2016-2017 avec le Feyenoord Rotterdam.
Le 19 août 2019, Emil Hansson rejoint le club allemand du Hanovre 96,.
Le 10 juin 2020, Emil Hansson rejoint le Fortuna Sittard, signant un contrat de quatre ans.
En janvier 2022, lors du mercato hivernal, Emil Hansson s'engage en faveur de l'Heracles Almelo. Il signe un contrat courant jusqu'en juin 2024,.
Le 16 décembre 2022, Hansson se fait remarquer en réalisant le premier triplé de sa carrière, lors d'une rencontre de championnat face au FC Dordrecht. Il est titularisé et participe à la victoire de son équipe par huit buts à un.
Le 5 juillet 2024, il rejoint Birmingham City.

### En sélection
Alors qu'il a longtemps joué pour les équipes de jeunes de Norvège, Emil Hansson décide en 2018 de jouer pour la sélection suédoise.
Emil Hansson joue son premier match avec l'équipe de Suède espoirs le 22 mars 2019, lors d'un match amical face à la Russie. Il est titularisé et les Suédois s'inclinent sur le score de deux buts à zéro. Le 11 juin de la même année Hansson inscrit son premier but avec les espoirs lors de la victoire face à la Finlande (2-3).

## Palmarès
Feyenoord Rotterdam
- Champion des Pays-bas en 2016-2017

 Birmingham City
- Champion de League One en 2024-25.